# 21548 Briekugler
21548 Briekugler è un asteroide della fascia principale. Scoperto nel 1998, presenta un'orbita caratterizzata da un semiasse maggiore pari a 2,5349458 UA e da un'eccentricità di 0,0225568, inclinata di 7,13912° rispetto all'eclittica.